# Andrés Manuel del Río
Andrés Manuel del Río y Fernández (10 tháng 11 năm 1764 - 23 tháng 3 năm 1849)  là một nhà khoa học, nhà tự nhiên học và kỹ sư người Tây Ban Nha, quốc tịch Mexico, người đã phát hiện ra các hợp chất của vanadi vào năm 1801. Ông đề xuất đặt tên cho nguyên tố này là panchromium, hoặc sau đó là erythronium, nhưng khám phá của ông không được ghi nhận vào thời điểm đó và tên của ông không được sử dụng.